# شورای عالی قرقیزستان
شورای عالی قرقیزستان (به قرقیزی: Жогорку Кеңеш) پارلمان جمهوری قرقیزی می‌باشد و دارای نظام تک‌مجلسی است. این شورا تا سال ۱۹۹۱ با عنوان شورای عالی جمهوری سوسیالیستی قرقیزستان شوروی شناخته می‌شد.
این مجلس دارای ۹۰ کرسی نمایندگی می‌باشد که اعضای آن به دو روش رأی‌گیری نسبی با لیست حزبی و رأی‌گیری نخست‌گزینی برای یک دوره ۵ سال انتخاب می‌شوند.

## پیشینه
این نهاد قانونگذار در دوران حاکمیت شوروی بر قرقیزستان با عنوان شورای عالی جمهوری سوسیالیستی قرقیزستان شوروی شناخته می‌شد.
از سال ۱۹۹۱ زمانی که قرقیزستان از اتحاد جماهیر شوروی استقلال یافت تا اکتبر ۲۰۰۷ که قانون اساسی با همه‌پرسی تغییر کرد، شورای عالی متشکل از مجلس قانونگذاری و مجلس نمایندگان مردمی با ۶۰ و ۴۵ عضو بود. اعضای هر دو مجلس برای یک دوره پنج ساله انتخاب می‌شدند. در مجلس نمایندگان مردمی، همه ۴۵ عضو در حوزه‌های انتخابیه تک‌کرسی انتخاب و در مجلس مقننه، ۴۵ نماینده در حوزه‌های تک‌کرسی و ۱۵ نفر از طریق لیست‌های حزبی انتخاب می‌شدند.
از اکتبر ۲۰۰۷، شورای عالی یک نهاد دادگذاری تک‌مجلسی شد. مجلس در ابتدا از ۹۰ عضو تشکیل می‌شد اما زمانی که در سال ۲۰۱۰ رئیس‌جمهور قربان‌بیگ باقی‌یف پس از شورش ها برکنار شد، قانون اساسی جدیدی تصویب شد که تعداد اعضا را به ۱۲۰ افزایش داد. همینطور احزاب به منظور جلوگیری از تمرکز قدرت به ۶۵ کرسی محدود شدند.
رأی‌گیری در مورد اصلاح قانون اساسی تعداد کرسی‌های پارلمان را ۲۵ درصد کاهش داد و در نتیجه به ۹۰ کرسی بازگشت.

## نظام انتخاباتی

ساختمان این نهاد

از مجموع ۹۰ کرسی شورای عالی، ۵۴ کرسی در یک حوزه انتخابیه سراسری و ۳۶ کرسی در حوزه‌های تک‌کرسی با نمایندگان نسبی انتخاب می‌شوند. برای به دست آوردن کرسی‌ها، احزاب باید از آستانه انتخابات سراسری ۵ درصد از آرای داده شده عبور کنند و حداقل ۰.۵ درصد از آرا را در هر یک از هفت منطقه کسب کنند. لیست‌ها باز هستند و رای دهندگان می‌توانند یک رای ترجیحی بدهند. همچنین هیچ حزبی مجاز نیست بیش از نیمی از کرسی‌های متناسب را به خود اختصاص دهد.
لیست احزاب باید حداقل ۳۰ درصد از نامزدهای هر جنسیت را داشته باشد و هر چهارمین نامزد باید از جنسیت متفاوت باشد. همچنین لازم است هر لیست حداقل ۱۵ درصد از نامزدها را از اقلیت‌های قومی و ۱۵ درصد افراد زیر ۳۵ سال و همچنین حداقل دو نامزد دارای معلولیت داشته باشد.